# 阿古斯丁·阿兰萨瓦尔
阿古斯丁·阿兰萨瓦尔（西班牙語：Agustín Aranzábal，1973年3月15日—），西班牙男子足球运动员，司职后卫。他曾代表西班牙参加1998年国际足联世界杯。他也曾入选1996年夏季奥林匹克运动会西班牙男子足球队名单。